# 結晶星
「結晶星」（けっしょうせい）は、2014年2月26日、Ki/oon Musicからリリースされた日本のロックバンド、KANA-BOONの楽曲で、メジャー2ndシングル。

## 概要
前作「盛者必衰の理、お断り」より、約5ヶ月ぶりのシングル。
新木場STUDIO COASTにて開催された"J-WAVE 25th ANNIVERSARY "THE KINGS PLACE" LIVE vol.4"のステージにて、2014年2月26日に2ndシングル『結晶星』をリリースすることを発表した。
リリースは、通常盤と初回生産限定盤の2形態で行われる。初回生産限定盤には、2014年11月に開催されたワンマン・ライヴ"僕がステージに立ったら"大阪公演の模様を収録したDVDが付属している。また、通常盤、初回生産限定盤のどちらにも、2014年5月17日から6月21日まで行われるワンマンツアー「KANA-BOONのご当地グルメワンマンツアー」のチケット最速先行抽選受付シリアルナンバーが封入されている。

## 収録内容

### CD
- 全作詞、作曲：谷口鮪

1. 結晶星 [5:11]
インディーズ時代に手売りで販売されたシングル『アオノオト』に収録されている「結晶星」を再収録したものとなっている。歌詞や構成の変更はないとのこと[4]。
ミュージック・ビデオは、漫画家の佐々木充彦が手掛けた、アニメーション作品となっている[5]。
2. ミミック [3:29]
"ミミック"とは、英語で"擬態"の意味。「カメレオン＝なりすます、姿の見えないものの評価っていうテーマ」で制作された[4]。
3. 桜の詩 [5:20]
1stミニアルバム『僕がCDを出したら』に収録されている「さくらのうた」のアンサーソング[2]。「ミミック」と同時期にセッションで制作された。また「さくらのうた」は男目線であるのに対し、こちらは女目線で書かれている[4]。

### DVD（初回生産限定盤のみ）
- LIVE at 心斎橋BIG CAT

1. ワールド
2. ウォーリーヒーロー
3. 羽虫と自販機
4. 盛者必衰の理、お断り
5. A.oh!!